# Oxyothespis mammillata
Oxyothespis mammillata es una especie de mantis de la familia Mantidae.

## Distribución geográfica
Se encuentra en Etiopía.